# 田谷源
田谷源（1997年3月18日—）是中国纪录片导演、设计师、博主、学者。本科毕业于南开大学文学院，硕士毕业于同济大学设计创意学院。大学期间创办索凌光影（文化传播公司）并导演纪录片《朝鲜世界》获加拿大温哥华华语国际电影节最佳纪录片，逐渐被人们所熟知。目前居住于河南省郑州市。

## 影视作品

### 纪录片
- 2019年：《朝鲜世界2019》
- 2022年：《乞讨家族》
- 2025年：《朝鲜世界2025》（预计）